# Center for Skibssikkerhed
 Der er for få eller ingen kildehenvisninger i denne artikel, hvilket er et problem. Du kan hjælpe ved at angive troværdige kilder til de påstande, som fremføres i artiklen.

Center for Skibssikkerhed er Søværnets primære kursussted med hensyn til træning i den Interne kamp for krigsskibene i det danske søværn. Centeret er placeret i Hvims tæt på Ålbæk, cirka midt mellem Frederikshavn og Skagen. Center for Skibssikkerhed er nabo til Nordjysk Brand- og Redningsskole.

## Våbenskjold

### Blassonering
I blåt felt opbygget forneden ved et bølgesnit, hvor over et flammesnit er dannet, lavt anbragt guldbjælke, opstigende, forfra set sølv rovfugl med udbredte vinger og sidevendt hoved. Skjoldet hviler på et anker hvorover en kongekrone.

### Motivering
Søværnets Center for Skibssikkerhed formål er uddannelse i havaribekæmpelse. Som symbol på denne virksomhed er valgt et klassisk symbol på overlevelse, Fugl Phønix, som genopstår af ilden.
Våbenskjoldet er udarbejdet af Søværnets Heraldiske Arbejdsgruppe på foranledning af Chefen for Søværnet og godkendt af H.M. Dronningen den 1. december 1976 og ændret i 2006 efter oprettelse af Søværnets Specialskole.

## Centeret i dag
I 2006 blev centeret underlagt Søværnets Specialskole med navnet Søværnets Havarikursus. Den 1. januar 2014 fik centeret sit nuværende navn. Centret afholder kurser indenfor 6 fagområder for mere end 2000 af Forsvarets medarbejdere hvert år.
De 6 fagområder er:
- Almen-D (lækstopning)
- Brandbekæmpelse
- CBRN
- Sanitet (førstehjælp)
- Redning
- Olieforureningsbekæmpelse.

Til lækstopningskurset er der bygget en større simulator, der er bygget som et skib og er designet til at kunne sprøjte vand ud igennem kunstige huller i skroget som kursisterne skal forsøge at lappe. Under faget brandbekæmpelse er det muligt at blive uddannet til røgdykker eller som kurset også kaldes "Brandbekæmpelse i skibe", hvortil der udstedes et certifikat. CBRN er primært kurser, der skal lære eleverne forholdsregler og personlig beskyttelse overfor våben indeholdende CBRN "stoffer". Sanitet er beslægtet med førstehjælp, men i denne forbindelse tager det udgangspunkt i et militært maritimt miljø. 
Redning og olieforureningsbekæmpelse er to moduler, som gives til værnepligtige, som et led i deres totalforsvars modul. Begge moduler giver eleverne nogen værktøjer til at kunne indgå, som hjælpere ved større katastrofer.